# 108
108（一百零八）是107与109之间的自然数。

## 數學上
- 第79個合數，正因數有1、2、3、4、6、9、12、18、27、36、54和108。前一個為106、下一個為110。
質因數分解為{\displaystyle 2^{2}\times 3^{3}}。
- 第25個過剩數，真因數和為172，盈度為64。前一個為104、下一個為112。
  - 第26個半完全數，和為本身的其中一組因數為2、 3、 4、 6、 12、 18、 27、 36。前一個為104、下一個為112。
- 第14個十进制的自我數。108不会是任何一个正整数n 和n自身的数字所加起来的和。前一個為97、下一個為110。然而，它的前一位数107和109都不是自我数：{\displaystyle 107=94+9+4=103+1+0+3}，{\displaystyle 109=95+9+5=104+1+0+4}。
- 第35個十进制的哈沙德數。108在十进位制中可以被自身数字加起来的和：9整除。前一個為102、下一個為110。
- 第65個十进制的奢侈數。前一個為104、下一個為110。
- 正五邊形的每個內角為108度。
- 108是3的超阶乘 {\displaystyle =1^{1}\times 2^{2}\times 3^{3}=108}
- 108是斐波那契數
- 108是37邊形數

## 科學上
- 𨭆的原子序数
- 銀的原子質量數為107.8682≒108
- 天文學：
  - 小行星108
  - M108

## 人类文化
- 天罡地煞数的总和。
- 佛教中认为人生有一百零八种烦恼，称为百八烦恼[1]。念佛时用的佛珠通常是108颗，表示断除一百零八种烦恼，撞钟时也是撞108下[2][3]。另一种说法是出于《佛说木患子经》：“欲滅煩惱障報障者。當貫木患子一百八。以常自隨”[4]。也即是说用佩戴108颗木患子念珠来灭除烦恼。
- 中国文化中认为108代表圆满。不少建筑中会出现108这个数字。北京的天坛的最下层栏板有108块。祈年殿每层有石栏108根。
- 中国宁夏青铜峡市以南，黄河西岸的大规模塔群，由一百零八座覆钵塔构成。
- 印度教中也认为108是代表圆满的数字。印度教中的神祇都有108个名字。湿婆会跳108种舞蹈。

## 文艺作品
- 《水浒传》中，梁山好汉一百零八将。
- 《红楼梦》一共有一百零八回。
- 是美国电视连续剧《迷失》（Lost）中的重要号码，数列4，8，15，16，23，42的和。
- 2021年的电影《一百零八》

## 其它
- 108年或前108年。
- 中華電信長途台。
- UNO牌有108隻。